# Hubert Privé
Hubert Privé, créateur sculpteur plasticien, né le 9 août 1955 à L'Aigle dans l'Orne en Normandie, détourne des objets en créant des œuvres universelles qui s’adressent aux amateurs d’art et d’œuvres contemporaines. Le golf, notamment, représente une source d’inspiration importante pour l’artiste, un domaine auquel il consacre une bonne partie de son travail. Sa démarche, ainsi que sa fibre artistique évoluent au fil de sa vie et au gré de son indépendance d’esprit.

## Biographie
Hubert Privé entre au lycée technique en métallurgie et obtient un diplôme de dessin industriel. À 18 ans, il s'initie à la plongée sous marine, passe les diplômes et envisage même à ce moment-là d'en faire son métier.
Il fait son service militaire en 1975 dans l'armée de l'air, part au Gabon pour participer à une construction métallique qu'il avait précédemment dessinée. Trois ans plus tard, il est embauché dans un bureau d'étude et une usine de métallurgie puis dans le milieu de l'imprimerie et la publicité. Enfin, il devient conseiller prud'homal. 
À l'époque où naissent les radios libres, il lance, dans sa région normande, en 1986, radio Barbara, prénom de l'un de ses cinq enfants (lancement sur le 103.5 MHz le 8 septembre 1986).  
De 1991 à 2008, il ouvre sa propre agence de communication Ad litteram et travaille avec les plus grandes marques de luxe françaises (Chanel, Chaumet, Azzaro, Cluizel). Il invente des jeux pédagogiques Les clés de la cité. Depuis 1995 il est  membre du cercle philosophique de Dreux puis de Verneuil-sur-Avre. À cette époque, il décide de donner de son temps comme bénévole à l'association Jules Ledein qui gère 5 foyers de handicapés, dont il est administrateur et directeur de la publication. Il s'engage dans l'édition en 1999 et publie 2 ouvrages Objectif/subjectif qui fut la compilation de photographies d'amateurs, puis Goûts et tabous, seul guide critiquant les toilettes des grands restaurants.  
Il organise en 2000 organise les « cafés philosophiques » à l'Aigle ainsi qu'à Verneuil-sur-Avre où il vit. Il édite En 2000 signatures où chaque citoyen peut laisser son empreinte (un écrit, une photo ou un dessin). Il effectue deux stages, un sur le cacao et le suivant sur le chocolat au Centre de coopération internationale en recherche agronomique pour le développement (CIRAD) de Montpellier où il obtient un certificat d'expert. Alors, missionné par la manufacture des chocolats Cluizel, il réalise un reportage photos sur les plantations. Puis il  participe à la création du Chocolatrium, le musée du chocolat à Damville dans l'Eure. À partir de 2005, il s'investit dans la vie de sa commune des Barils dont il est élu maire en 2008 puis devient vice président de la communauté de communes et met en marche la commission communication.

## Parcours artistique
Enfant il s'essaie à de nombreux sports (athlétisme, rugby, handball, plongée sous marine) jusqu'à la découverte du golf à l'âge de 35 ans. Son diplôme de dessin industriel en poche, il commence à travailler dans la métallurgie où il apprend à maîtriser les volumes et les matériaux. Tous ces acquis techniques lui seront très utiles ensuite dans la réalisation et la fabrication de ses œuvres. Autodidacte, il fonde sa propre agence de communication et met son talent au service de plusieurs maisons de luxe à Paris. Parallèlement, initié à la sculpture par Dominique Rayou (spécialiste de la taille directe) puis, inspiré par sa passion du golf, il en détourne le matériel pour le réinventer et, devient un créateur d'objets (des plus petits aux plus monumentaux)  qu'il expose dans le monde entier.  Enfin, il réalise aussi des meubles (tabouret, table basse, mange-debout), des lampes et des installations. Il a imaginé et fait breveter une création ludique le babygolf,, un jeu inspiré du babyfoot pour les golfeurs. Dernièrement, il a été choisi pour concevoir l'emblème de la manifestation nationale : Les Trophées du golf, créée pour fêter le golf français et le retour de ce sport aux Jeux olympiques d'été de 2016 ainsi que l'accueil en France de la Ryder Cup en 2018. 
Il consacre, en 2015, son temps à un travail plus universel qu'il appelle sociétal et le fait découvrir aux amateurs d'art contemporain.

## Expositions

### Expositions personnelles

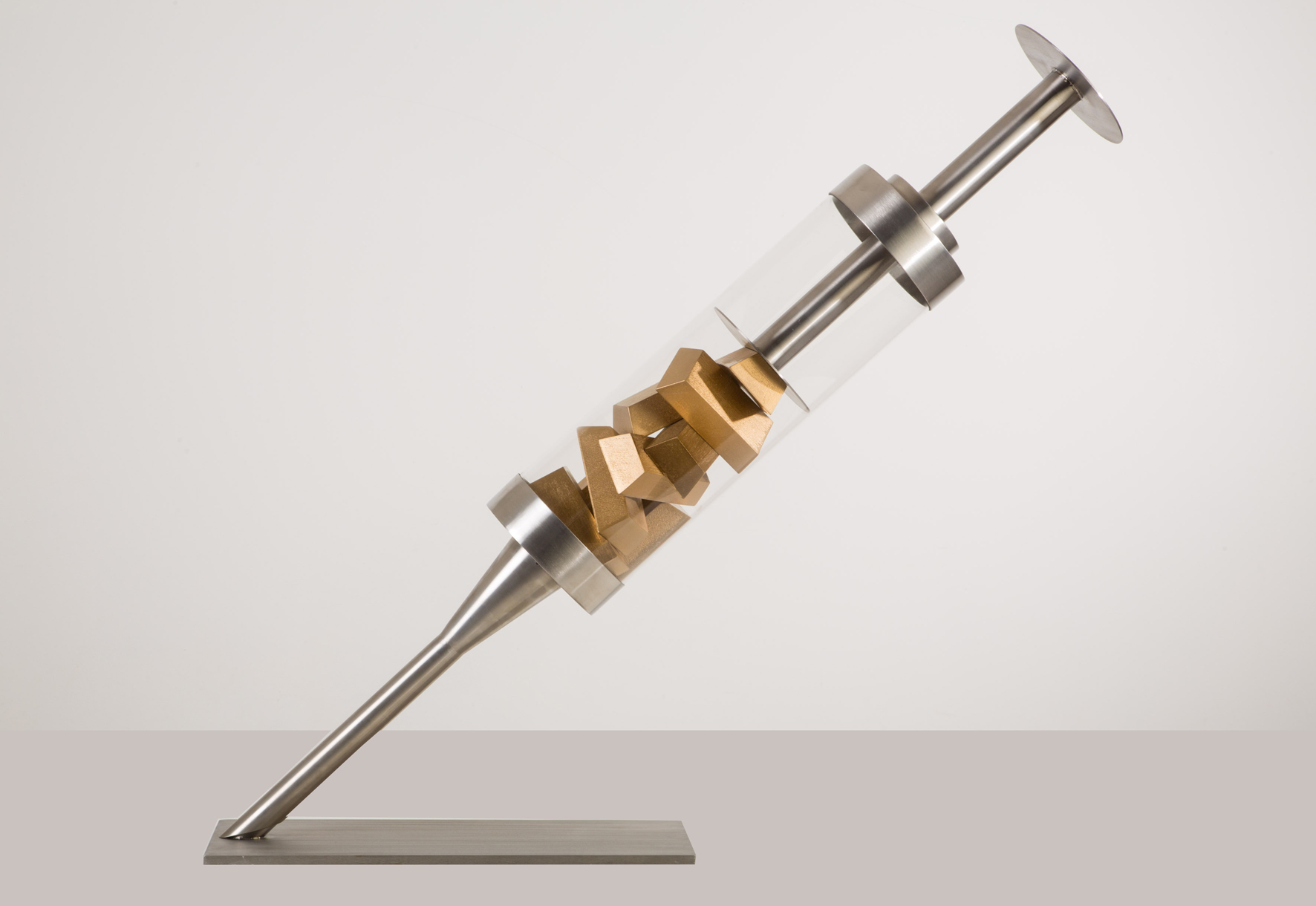
Seringue lingots.

- 2008 France : Saint-Quentin-en-Yvelines exposition permanente au golf national.
- 2009 France : Evian master invité de Rolex / Luxembourg : exposition privée / Afrique du Sud : George
- 2010 France : Paris Ambassade d'Espagne - La Défense rotary hôtel Pullman - Cannes - Mougins / Ile Maurice: Four Seasons Anahita.
- 2011 France : Paris Vivendi - Locaux du journal l'Équipe - Saint Tropez - Dauville groupe Lucien Barrière.
- 2012 Grande-Bretagne Écosse : Saint Andrews / Suisse exposition itinérante.
- 2013 Émirats arabes unis : Dubaï Emirates golf club. Abou Dhabi : Yas links.
- 2014 Ile Maurice : Hôtel Dinarobin.
- 2015 France : Paris pavillon Dauphine créateur du trophée du golf.
- 2015 (Hiver) France : Courchevel 1850, Toit terrasse Hôtel de La Croisette - Œuvres monumentale.
- 2016 (Mars à Décembre) Émirats arabes unis : Dubai Creek Golf & Yacht Club.
- Tous les ans : exposition permanente au golf national Saint-Quentin-en-Yvelines - Salon du golf - Megève groupe Rothschild mont d'Arbois - Saint-Quentin-en-Yvelines Open de France Alstom - Evian Master.

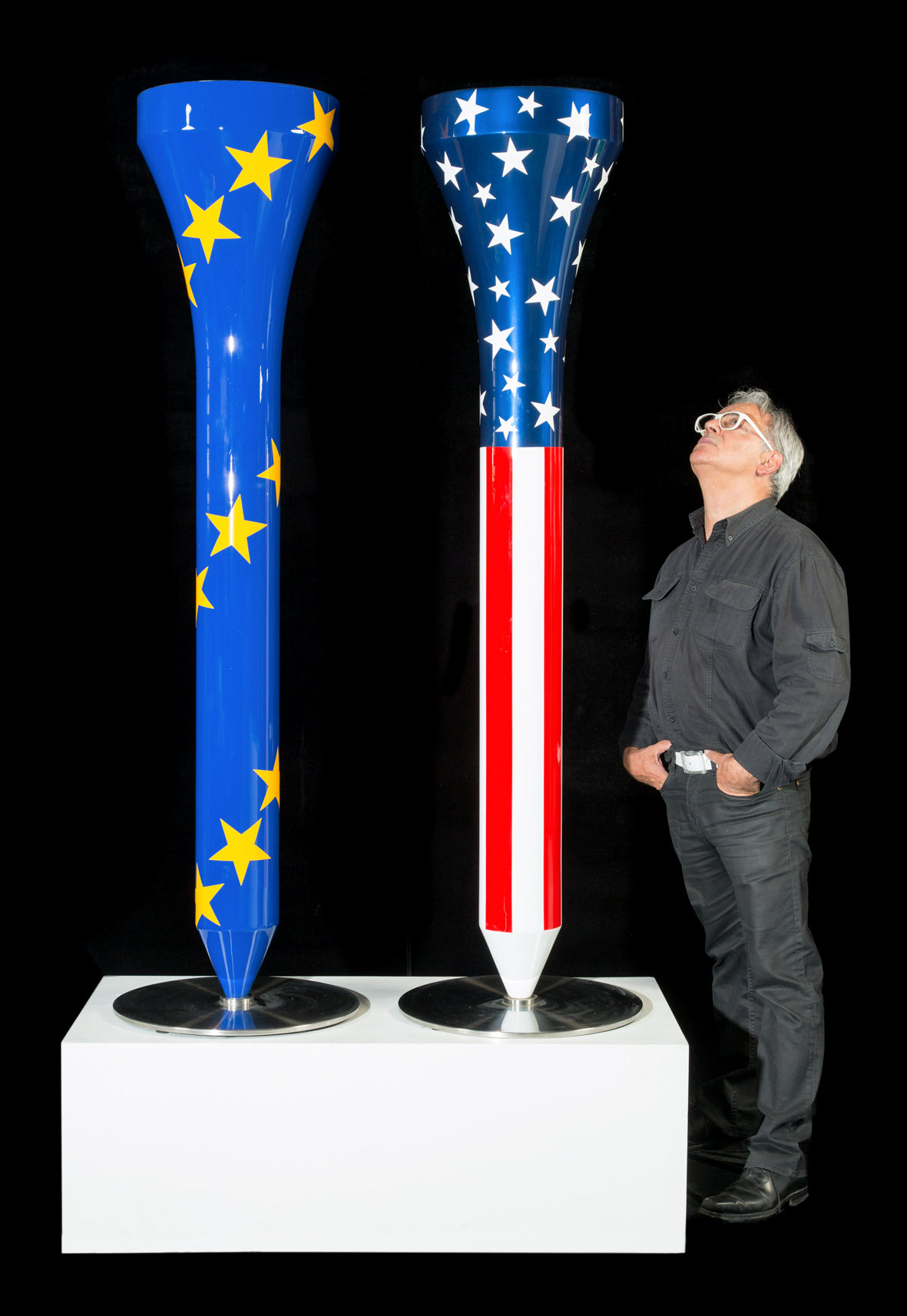
Tees ryder cup.

### Expositions collectives
- 2008 France: Paris salon des artistes indépendants
- 2009 Allemagne:  Munich 2010 USA Orlando salon international
- 2011 Grande-Bretagne: Londres Wentworth
- 2012 Allemagne: salon européen
- 2013 Monaco: Galerie Carré doré
- 2014 - 2015 Ile Maurice: Galerie 3A the excellence of art.

## Publications
Golf en Privé ; Première édition de son travail en 2009 - Édition: Ad litteram et, 2e édition en 2012 - Édition ; Golf en Privé et Benjamin Depresle. La particularité de ces livres est que, toutes les photos sont légendées par des personnalités du monde du golf, du sport, de la presse et de l'art.  

## Pour approfondir